# Хас, Йозеф
Йозеф Хас (нем. Joseph Haas; 19 марта 1879, Майинген — 30 марта 1960, Мюнхен) — немецкий композитор и музыкальный педагог.

## Биография
Родился в семье учителя и первоначально также занимался учительским трудом в Лауингене (1897—1904). Затем, желая посвятить себя музыке, стал брать уроки композиции в Мюнхене у Макса Регера (1904—1907), продолжил учёбу в Лейпцигской консерватории, где в числе его учителей были Карл Штрауб и Адольф Рутхардт. Был удостоен стипендии Артура Никиша.
С 1911 года преподавал композицию в Штутгартской консерватории (с 1916 года профессор), с 1921 года в Мюнхенской музыкальной академии (с 1924 года — профессор), а в 1945—1950 гг. был руководителем образованной из неё Высшей школы музыки.
В числе его известных учеников - Альфред фон Бекерат.
В 1921 году вместе с другими музыкантами организовал фестиваль Дни музыки в Донауэшингене. В 1930 году стал членом Прусской академии художеств (Берлин).
Получил множество наград: в 1953 — почётную степень папского института духовной музыки в Риме, в 1954 году награждён почётной степенью университета Мюнхена.
Похоронен в Вальдфридхофе.

## Сочинения
- Оперы:

- «Тобиас Вундерлих» (1937, Кассель)
- «Свадьба Иова» (1944, Дрезден)
- «Totenmesse» (1945, мелодрама)

- Для оркестра:

- Вариации и рондо на старинную немецкую народную песню (1917)
- Сюита вариаций на старинную тему рококо для малого оркестра (1924)

- Церковная музыка:

- Oратории
- Мессы

- Камерные ансамбли
- Произведения для фортепиано
- Произведения для органа

и др.